# Liste der Monuments historiques in Boult-aux-Bois
Die Liste der Monuments historiques in Boult-aux-Bois führt die Monuments historiques in der französischen Gemeinde Boult-aux-Bois auf.

## Liste der Objekte
| Bezeichnung | Beschreibung                                                        | Standort                       | Kennzeichnung | Schutzstatus | Datum | Bild |
| ----------- | ------------------------------------------------------------------- | ------------------------------ | ------------- | ------------ | ----- | ---- |
| Glocke      | Bronze, 16. Jahrhundert; während des Ersten Weltkriegs verschwunden | in der Kirche Ste-Croix (Lage) | PM08000644    | Classé       | 1908  |      |